# Rhabdophyllum bracteolatum
Rhabdophyllum bracteolatum är en tvåhjärtbladig växtart som först beskrevs av Ernest Friedrich Gilg och Gottfried Wilhelm Johannes Mildbraed, och fick sitt nu gällande namn av Farron. Rhabdophyllum bracteolatum ingår i släktet Rhabdophyllum och familjen Ochnaceae. Inga underarter finns listade i Catalogue of Life.